# Долнє Лежече
Долнє Лежече (словен. Dolnje Ležeče) — поселення в общині Дівача, Регіон Обално-крашка, Словенія. Висота над рівнем моря: 449,5 м.